# Brión
|  | Per a altres significats, vegeu «Brión (desambiguació)». |

Brión és un municipi de la província de la Corunya a Galícia. Pertany a la Comarca de Santiago. Limita amb els municipis d'Ames, Negreira, Outes, Noia, Lousame, Rois i Teo. Conté les parròquies d'Os Ánxeles (Santa María), Bastavales (San Xulián), Boullón (San Miguel), Brión (San Fins), Cornanda (Santa María), Luaña (San Xulián), Ons (Santa María), San Salvador de Bastavales (San Salvador) i Viceso (Santa María).
| 5.681 | 6.129 | 6.966 | 6.790 | 6.684 |
| Fonts: INE i IGE (Els criteris de registre censal variaren i les dades de l'INE i de l'IGE poden no coincidir.) |       |       |       |       |

## Galeria d'imatges

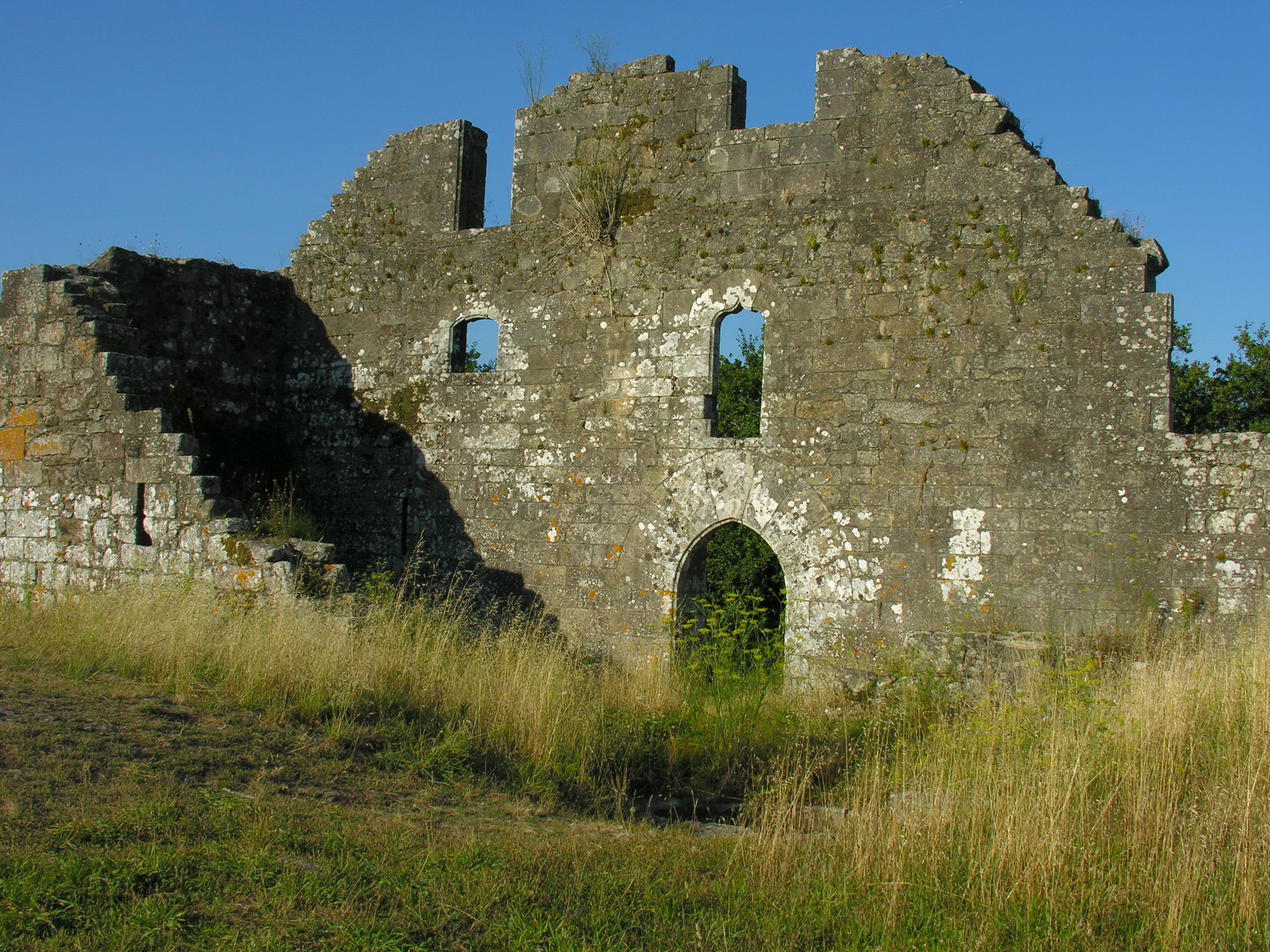
Torres d'Altamira
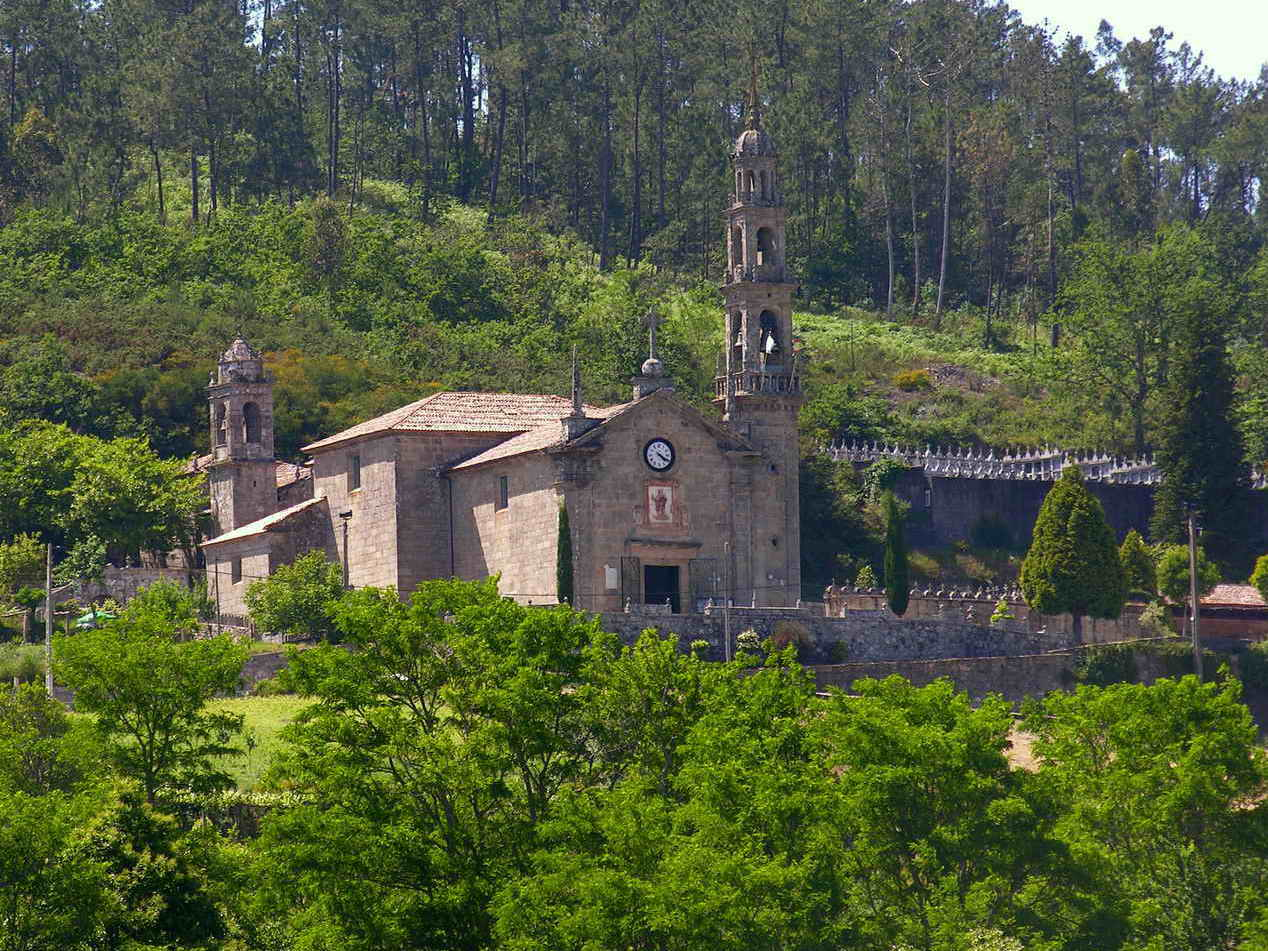
Església de Bastavales
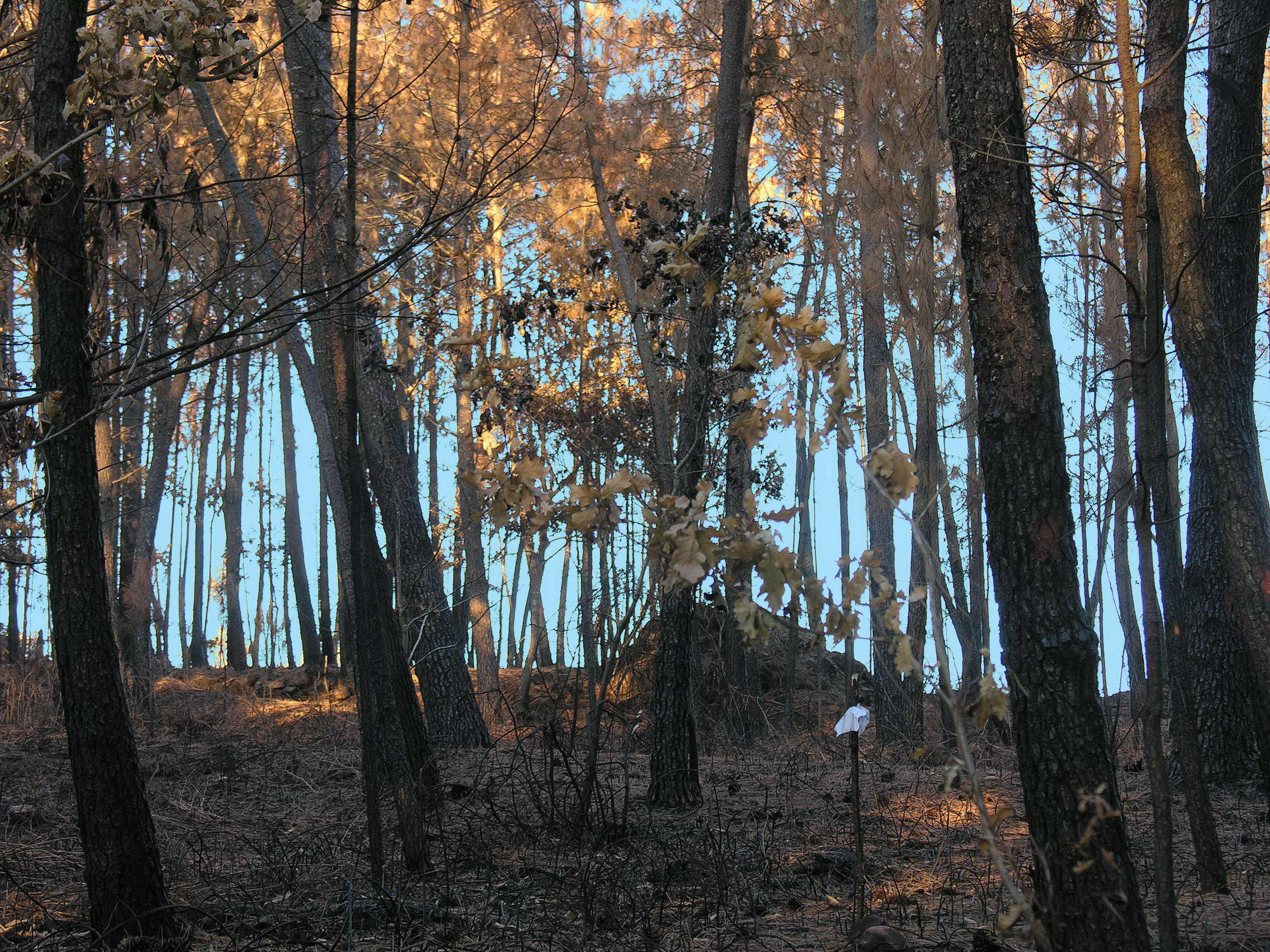
Monte cremat per l'onada d'agost de 2006
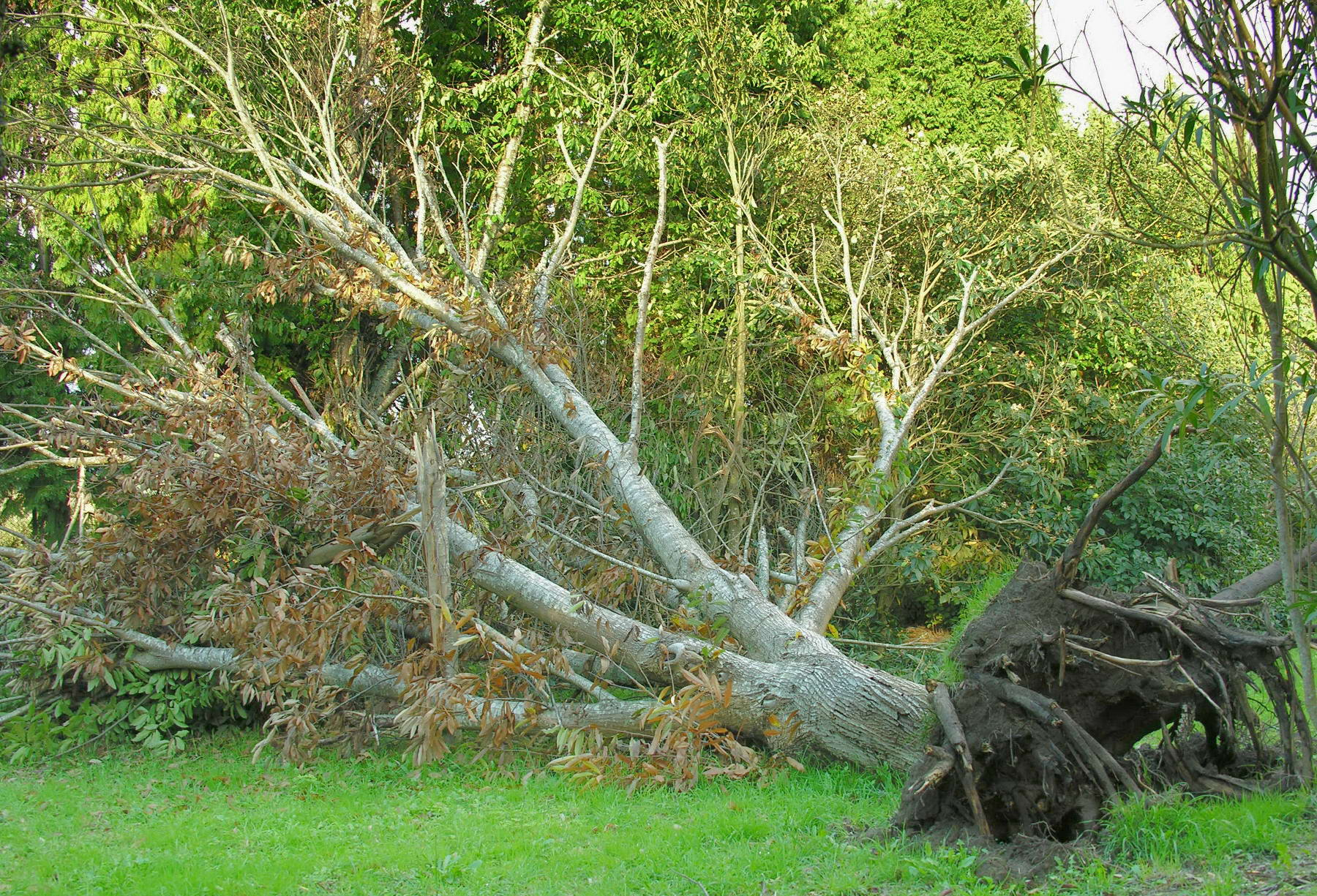
Castanyer a Bastavales trencat per l'huracà Gordon l'octubre de 2006